# فولتن (میزوری)
فولتُن (به انگلیسی: Fulton) شهری در شهرستان کالاوی ایالت میزوری است که جمعیت آن در سرشماری سال ۲۰۱۰ میلادی ۱۲٫۷۹۰ نفر بوده است.